# Miami Open 2017
Miami Open 2017, oficiálně se jménem sponzora Miami Open presented by Itaú 2017, byl společný tenisový turnaj mužského okruhu ATP World Tour a ženského okruhu WTA Tour, hraný v areálu Tennis Center at Crandon Park na otevřených dvorcích s tvrdým povrchem Laykold. Konal se mezi 20. březnem až 2. dubnem 2017 ve floridském Key Biscayne jako třicátý třetí ročník turnaje.
Mužská polovina se řadila po grandslamu do druhé nejvyšší kategorie okruhu ATP World Tour Masters 1000 a její dotace činila 7 913 405 amerických dolarů. Ženská část s rozpočtem 7 669 423 dolarů patřila také do druhé nejvyšší úrovně okruhu WTA Premier Mandatory. Miamská událost tradičně navázala na kalifornský Indian Wells Masters. Potřetí se generálním sponzorem stal bankovní dům Itaú.
Nejvýše nasazenými hráči v soutěžích dvouher se stali světová trojka Stan Wawrinka ze Švýcarka a první tenistka klasifikace Angelique Kerberová z Německa. Jako poslední přímí účastníci do dvouher nastoupili 87. gruzínský hráč pořadí Nikoloz Basilašvili a 82. žena klasifikace Kateryna Bondarenková z Ukrajiny.
Devadesátý první titul na ATP Tour a třetí z Miami Masters si odvezl Švýcar Roger Federer. Navázal tak na sezóny 2005 a 2006, v nichž také triumfoval na tzv. „slunečním doublu“ v podobě dvou jarních amerických Mastersů. Ve věku 35 let a 7 měsíců posunul vlastní věkový rekord nejstaršího vítěze turnaje ATP Masters. Třetí triumf, ze čtyř odehraných událostí v probíhající sezóně, znamenal návrat do elitní světové pětky a to na 4. místo. Vítězkou ženské dvouhry se stala 25letá Britka Johanna Kontaová, jež vybojovala první trofej z kategorie WTA Premier Mandatory a postoupila na žebříčkové kariérní maximum, 7. místo.
Mužskou čtyřhru opanovala polsko-brazilská dvojice Łukasz Kubot a Marcelo Melo, která si připsala třetí společnou trofej. Ženskou čtyřhru ovládl kanadsko-čínský pár Gabriela Dabrowská a Sü I-fan, jehož členky odehrály vůbec první společný urnaj. Kanaďanka v následném vydání deblového žebříčku postoupila na kariérní maximum, když jí patřila 19. příčka.
Po turnaji se stal novou světovou jedničkou ve čtyřhře Henri Kontinen, jakožto historicky padesátý v pořadí a vůbec první Fin na této pozici v jakékoli tenisové soutěži.

## Rozdělení bodů a finančních odměn

### Rozdělení bodů
| Soutěž       | vítězové | finalisté | semifinalisté | čtvrtfinalisté | 16 v kole | 32 v kole | 64 v kole | 96 v kole | Q  | Q2 | Q1 |
| ------------ | -------- | --------- | ------------- | -------------- | --------- | --------- | --------- | --------- | -- | -- | -- |
| dvouhra mužů | 1000     | 600       | 360           | 180            | 90        | 45        | 25        | 10        | 16 | 8  | 0  |
| čtyřhra mužů | 1000     | 600       | 360           | 180            | 90        | 0         | —         | —         | —  | —  | —  |
| dvouhra žen  | 1000     | 650       | 390           | 215            | 120       | 65        | 35        | 10        | 30 | 20 | 2  |
| čtyřhra žen  | 1000     | 650       | 390           | 215            | 120       | 10        | —         | —         | —  | —  | —  |

### Finanční odměny
| Soutěž                                | vítězové   | finalisté | semifinalisté | čtvrtfinalisté | 16 v kole | 32 v kole | 64 v kole | 96 v kole | Q2     | Q1     |
| ------------------------------------- | ---------- | --------- | ------------- | -------------- | --------- | --------- | --------- | --------- | ------ | ------ |
| dvouhra mužů                          | $1 175 505 | $573 680  | $287 515      | $146 575       | $77 265   | $41 350   | $22 325   | $13 690   | $4 076 | $2 026 |
| dvouhra žen                           | $1 175 505 | $573 680  | $287 515      | $146 575       | $77 265   | $41 350   | $22 325   | $13 690   | $4 076 | $2 026 |
| čtyřhra mužů                          | $385 170   | $187 970  | $94 220       | $48 010        | $25 320   | $13 505   | —         | —         | —      | —      |
| čtyřhra žen                           | $385 170   | $187 970  | $94 220       | $48 010        | $25 320   | $13 505   | —         | —         | —      | —      |
| částky ve čtyřhře jsou uvedeny na pár |            |           |               |                |           |           |           |           |        |        |

## Dvouhra mužů

### Nasazení
| Stát                           | Hráč                  | ATP | Nasazení |
| ------------------------------ | --------------------- | --- | -------- |
| Švýcarsko                      | Stan Wawrinka         | 3.  | 1.       |
| Japonsko                       | Kei Nišikori          | 4.  | 2.       |
| Kanada                         | Milos Raonic          | 5.  | 3.       |
| Švýcarsko                      | Roger Federer         | 6.  | 4.       |
| Španělsko                      | Rafael Nadal          | 7.  | 5.       |
| Rakousko                       | Dominic Thiem         | 8.  | 6.       |
| Chorvatsko                     | Marin Čilić           | 9.  | 7.       |
| Belgie                         | David Goffin          | 12. | 8.       |
| Bulharsko                      | Grigor Dimitrov       | 13. | 9.       |
| Česko                          | Tomáš Berdych         | 14. | 10.      |
| Francie                        | Lucas Pouille         | 15. | 11.      |
| Austrálie                      | Nick Kyrgios          | 16. | 12.      |
| USA                            | Jack Sock             | 17. | 13.      |
| Španělsko                      | Roberto Bautista Agut | 18. | 14.      |
| Španělsko                      | Pablo Carreño Busta   | 19. | 15.      |
| Německo                        | Alexander Zverev      | 20. | 16.      |
| Chorvatsko                     | Ivo Karlović          | 21. | 17.      |
| USA                            | John Isner            | 23. | 18.      |
| Španělsko                      | Albert Ramos-Viñolas  | 24. | 19.      |
| Francie                        | Gilles Simon          | 25. | 20.      |
| Uruguay                        | Pablo Cuevas          | 26. | 21.      |
| USA                            | Sam Querrey           | 27. | 22.      |
| USA                            | Steve Johnson         | 28. | 23.      |
| Lucembursko                    | Gilles Müller         | 29. | 24.      |
| Španělsko                      | Fernando Verdasco     | 30. | 25.      |
| Německo                        | Philipp Kohlschreiber | 31. | 26.      |
| Španělsko                      | David Ferrer          | 32. | 27.      |
| Německo                        | Mischa Zverev         | 33. | 28.      |
| Argentina                      | Juan Martín del Potro | 34. | 29.      |
| Portugalsko                    | João Sousa            | 35. | 30.      |
| Španělsko                      | Feliciano López       | 36. | 31.      |
| Itálie                         | Paolo Lorenzi         | 37. | 32.      |
| Žebříček ATP k 20. březnu 2017 |                       |     |          |

### Jiné formy účasti
Následující hráčí obdrželi divokou kartu do hlavní soutěže:
- Thomaz Bellucci
- Michael Mmoh
- Andrej Rubljov
- Casper Ruud
- Mikael Ymer

Následující hráči postoupili z kvalifikace:
- Radu Albot
- Benjamin Becker
- Aljaž Bedene
- Jared Donaldson
- Ernesto Escobedo
- Christian Harrison
- Darian King
- Michail Kukuškin
- Lukáš Lacko
- Dušan Lajović
- Tim Smyczek
- Frances Tiafoe

Následující hráč postoupil z kvalifikace jako tzv. šťastný poražený:
- Michail Južnyj

#### Odhlášení
před zahájením turnaje
- Nicolás Almagro → nahradil jej  Nikoloz Basilašvili
- Marcos Baghdatis → nahradil jej  Dustin Brown
- Steve Darcis → nahradil jej  Guido Pella
- Novak Djoković (poranění lokte) → nahradil jej  Thiago Monteiro
- Richard Gasquet (apendicitida) → nahradil jej  Adam Pavlásek
- Daniil Medveděv → nahradil jej  Damir Džumhur
- Gaël Monfils → nahradil jej  Konstantin Kravčuk
- Andy Murray (poranění lokte) → nahradil jej  Taylor Fritz
- Jo-Wilfried Tsonga (narození potomka) → nahradil jej  Jošihito Nišioka

v průběhu turnaje
- Milos Raonic (poranění hamstringů)

### Skrečování
- Alexandr Dolgopolov
- Jošihito Nišioka

## Mužská čtyřhra

### Nasazení
| Stát                                                                                    | Hráč                  | Stát      | Hráč              | ATP | Nasazení |
| --------------------------------------------------------------------------------------- | --------------------- | --------- | ----------------- | --- | -------- |
| Finsko                                                                                  | Henri Kontinen        | Austrálie | John Peers        | 5.  | 1.       |
| Francie                                                                                 | Pierre-Hugues Herbert | Francie   | Nicolas Mahut     | 7.  | 2.       |
| USA                                                                                     | Bob Bryan             | USA       | Mike Bryan        | 8.  | 3.       |
| Spojené království                                                                      | Jamie Murray          | Brazílie  | Bruno Soares      | 15. | 4.       |
| Jižní Afrika                                                                            | Raven Klaasen         | USA       | Rajeev Ram        | 21. | 5.       |
| Polsko                                                                                  | Łukasz Kubot          | Brazílie  | Marcelo Melo      | 26. | 6.       |
| Chorvatsko                                                                              | Ivan Dodig            | Španělsko | Marcel Granollers | 28. | 7.       |
| Španělsko                                                                               | Feliciano López       | Španělsko | Marc López        | 28. | 8.       |
| Žebříček ATP k 20. březnu 2017; číslo je součtem žebříčkového postavení obou členů páru |                       |           |                   |     |          |

### Jiné formy účasti
Následující páry obdržely divokou kartu do hlavní soutěže:
- Nick Kyrgios /  Matt Reid
- Andrej Rubljov /  Mikael Ymer

Následující pár nastoupil do čtyřhry z pozice náhradníka:
- Marcus Daniell /  Marcelo Demoliner

### Odhlášení
před zahájením turnaje
- Lucas Pouille

v prlběhu turnaje
- Pierre-Hugues Herbert

## Ženská dvouhra

### Nasazení
| Stát                           | Hráčka                     | WTA | Nasazení |
| ------------------------------ | -------------------------- | --- | -------- |
| Německo                        | Angelique Kerberová        | 1.  | 1.       |
| Česko                          | Karolína Plíšková          | 3.  | 2.       |
| Rumunsko                       | Simona Halepová            | 5.  | 3.       |
| Slovensko                      | Dominika Cibulková         | 4.  | 4.       |
| Polsko                         | Agnieszka Radwańská        | 8.  | 5.       |
| Španělsko                      | Garbiñe Muguruzaová        | 6.  | 6.       |
| Rusko                          | Světlana Kuzněcovová       | 7.  | 7.       |
| USA                            | Madison Keysová            | 9.  | 8.       |
| Ukrajina                       | Elina Svitolinová          | 10. | 9.       |
| Spojené království             | Johanna Kontaová           | 11. | 10.      |
| USA                            | Venus Williamsová          | 12. | 11.      |
| Dánsko                         | Caroline Wozniacká         | 14. | 12.      |
| Rusko                          | Jelena Vesninová           | 13. | 13.      |
| Austrálie                      | Samantha Stosurová         | 19. | 14.      |
| Česko                          | Barbora Strýcová           | 20. | 15.      |
| Nizozemsko                     | Kiki Bertensová            | 21. | 16.      |
| Rusko                          | Anastasija Pavljučenkovová | 17. | 17.      |
| USA                            | Coco Vandewegheová         | 22. | 18.      |
| Lotyšsko                       | Anastasija Sevastovová     | 25. | 19.      |
| Španělsko                      | Carla Suárezová Navarrová  | 24. | 20.      |
| Francie                        | Caroline Garciaová         | 23. | 21.      |
| Francie                        | Kristina Mladenovicová     | 18. | 22.      |
| Austrálie                      | Darja Gavrilovová          | 26. | 23.      |
| Maďarsko                       | Tímea Babosová             | 27. | 24.      |
| Itálie                         | Roberta Vinciová           | 30. | 25.      |
| Chorvatsko                     | Mirjana Lučićová Baroniová | 29. | 26.      |
| Kazachstán                     | Julia Putincevová          | 32. | 27.      |
| Rumunsko                       | Irina-Camelia Beguová      | 28. | 28.      |
| Chorvatsko                     | Ana Konjuhová              | 31. | 29.      |
| Čína                           | Čang Šuaj                  | 33. | 30.      |
| Rusko                          | Darja Kasatkinová          | 42. | 31.      |
| Rusko                          | Jekatěrina Makarovová      | 35. | 32.      |
| Žebříček WTA k 20. březnu 2017 |                            |     |          |

### Jiné formy účasti
Následující hráčky obdržely divokou kartu do hlavní soutěže:
- Amanda Anisimovová
- Paula Badosová
- Ashleigh Bartyová
- Nicole Gibbsová
- Beatriz Haddad Maiová
- Bethanie Matteková-Sandsová
- Ajla Tomljanovićová
- Natalja Vichljancevová

Následující hráčky postoupily z kvalifikace:
- Madison Brengleová
- Verónica Cepedeová Roygová
- Jana Čepelová
- Marina Erakovicová
- Anett Kontaveitová
- Varvara Lepčenková
- Kurumi Naraová
- Risa Ozakiová
- Aljaksandra Sasnovičová
- Patricia Maria Țigová
- Taylor Townsendová
- Donna Vekićová

Následující hráčka postoupila z kvalifikace jako tzv. šťastná poražená:
- Magda Linetteová

#### Odhlášení
před zahájením turnaje
- Viktoria Azarenková → nahradila ji  Mandy Minellaová
- Timea Bacsinszká → nahradila ji  Kateryna Bondarenková
- Camila Giorgiová → nahradila ji  Belinda Bencicová
- Petra Kvitová → nahradila ji  Carina Witthöftová
- Sloane Stephensová → nahradila ji  Jennifer Bradyová
- Serena Williamsová → nahradila ji  Wang Čchiang

### Skrečování
- Danka Kovinićová
- Garbiñe Muguruzaová
- Lesja Curenková

## Ženská čtyřhra

### Nasazení
| Stát                                                                                    | Hráčka                   | Stát             | Hráčka                | WTA | Nasazení |
| --------------------------------------------------------------------------------------- | ------------------------ | ---------------- | --------------------- | --- | -------- |
| USA                                                                                     | Bethanie Mattek-Sandsová | Česko            | Lucie Šafářová        | 3.  | 1.       |
| Rusko                                                                                   | Jekatěrina Makarovová    | Rusko            | Jelena Vesninová      | 11. | 2.       |
| Indie                                                                                   | Sania Mirzaová           | Česko            | Barbora Strýcová      | 19. | 3.       |
| Česko                                                                                   | Andrea Hlaváčková        | Čína             | Pcheng Šuaj           | 22. | 4.       |
| Čínská Tchaj-pej                                                                        | Čan Jung-žan             | Švýcarsko        | Martina Hingisová     | 24. | 5.       |
| USA                                                                                     | Vania Kingová            | Kazachstán       | Jaroslava Švedovová   | 35. | 6.       |
| USA                                                                                     | Raquel Atawová           | Čínská Tchaj-pej | Čan Chao-čching       | 36. | 7.       |
| USA                                                                                     | Abigail Spearsová        | Slovinsko        | Katarina Srebotniková | 40. | 8.       |
| Žebříček WTA k 6. březnu 2017; číslo je součtem žebříčkového postavení obou členek páru |                          |                  |                       |     |          |

### Jiné formy účasti
Následující páry obdržely divokou kartu do hlavní soutěže:
- Jelena Jankovićová /  Taylor Townsendová
- Naomi Ósakaová /  Mónica Puigová
- Ajla Tomljanovićová /  Heather Watsonová

Následující pár nastoupil do čtyřhry z pozice náhradníka:
- Lauren Davisová /  Nicole Melicharová

### Odhlášení
před zahájením turnaje
- Kiki Bertensová (poranění pravého kolena)

### Skrečování
- Čang Šuaj (gastroenteritida)

## Přehled finále

### Mužská dvouhra
- Roger Federer vs.  Rafael Nadal, 6–3, 6–4

### Ženská dvouhra
- Johanna Kontaová vs.  Caroline Wozniacká, 6–4, 6–3

### Mužská čtyřhra
- Łukasz Kubot /  Marcelo Melo vs.  Nicholas Monroe /  Jack Sock, 7–5, 6–3

### Ženská čtyřhra
- Gabriela Dabrowská /  Sü I-fan vs.  Sania Mirzaová /  Barbora Strýcová, 6–4, 6–3